# Sophie Rieger
Sophie Rieger (* 26. Dezember 1933 in Beuthen; † 2. Februar 2022) war eine deutsche Architektin, Politikerin (Bündnis 90/Die Grünen) und Abgeordnete des Bayerischen Landtags.

## Leben
Rieger machte 1954 ihr Abitur an der Dürer-Oberrealschule in Nürnberg und 1960 den Abschluss als Diplom-Ingenieurin des Architekturfachs an der Technischen Hochschule München. Danach arbeitete sie im Angestelltenverhältnis in Architekturbüros in Toulon und am Universitätsbauamt Erlangen.
Seit 1972 war sie freischaffend als Architektin tätig.
Von 1984 bis 1990 war Rieger Stadträtin in Nürnberg, von 1990 bis 1998 Mitglied des Bayerischen Landtags und dort Schriftführerin. 2002 trat sie erneut für den Stadtrat in Nürnberg an, dieses Mal auf einer „Bunten Internationalen Liste“, für einen erneuten Einzug ins Kommunalparlament reichte es aber nicht mehr.
Im Februar 2022 verstarb Sophie Rieger im Alter von 88 Jahren.